# Jan van Scorel

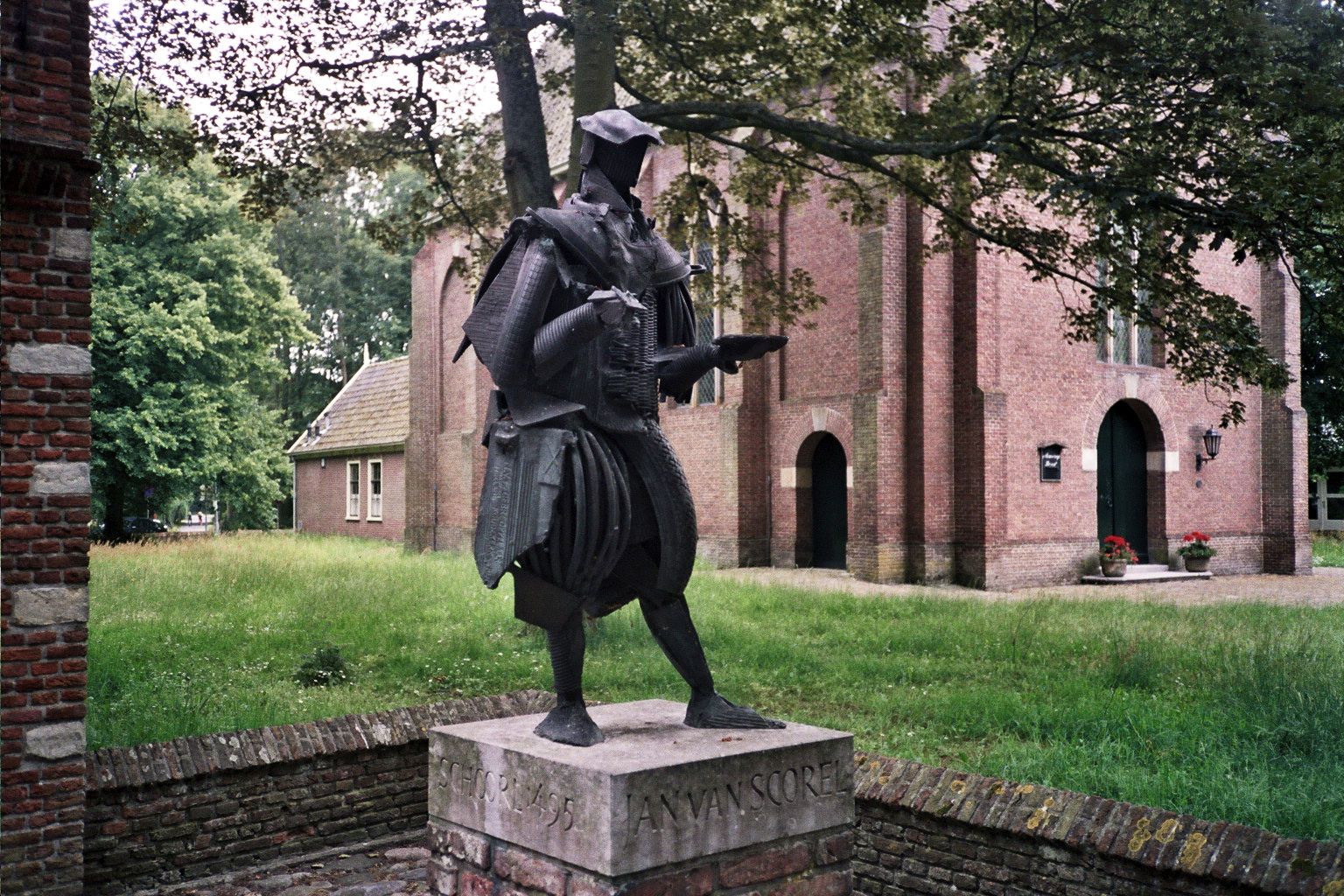
Pomnik Jana van Scorela w Schoorl

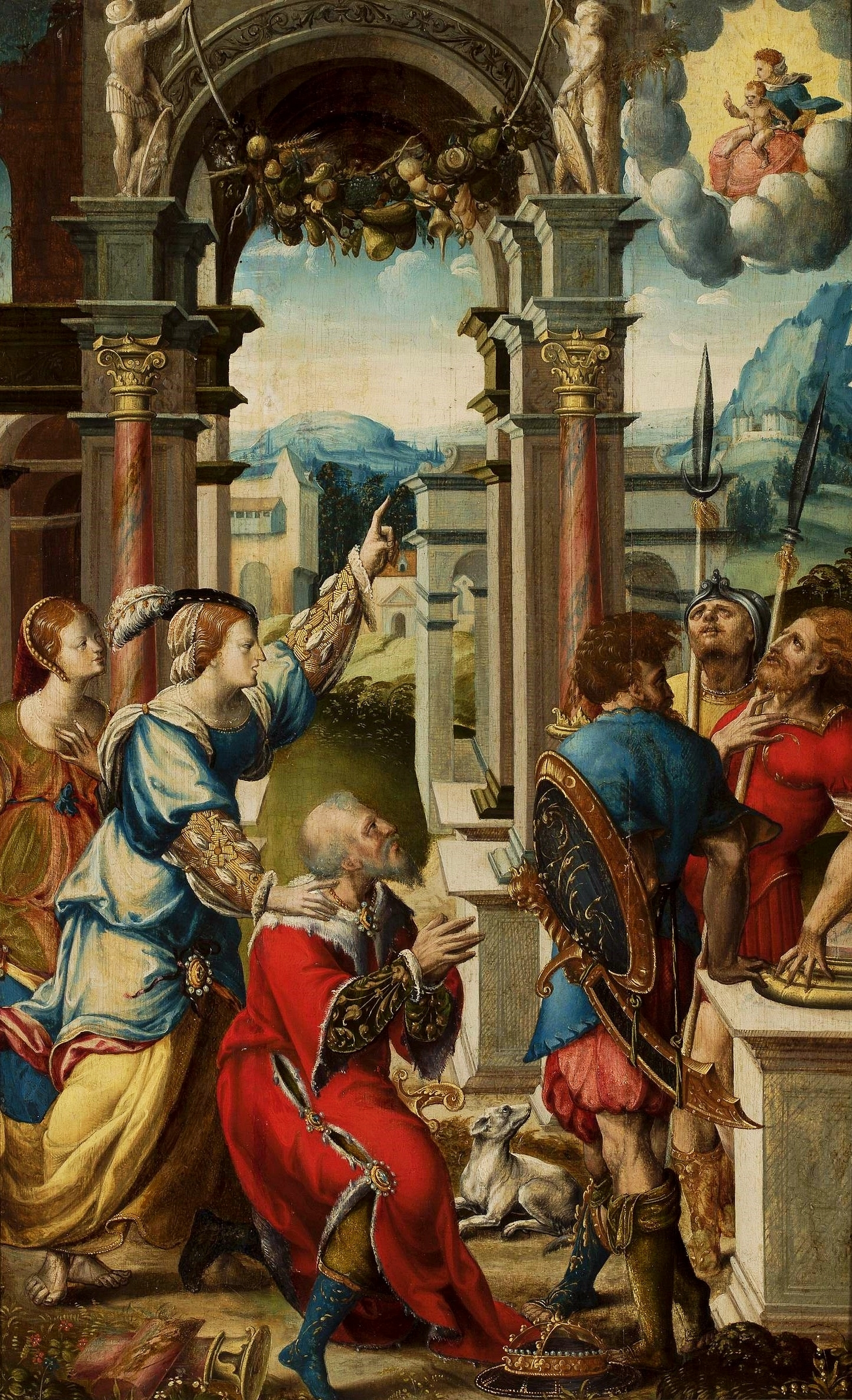
Cesarz August i Sybilla z Tibur (1520-30), Muzeum Narodowe w Warszawie

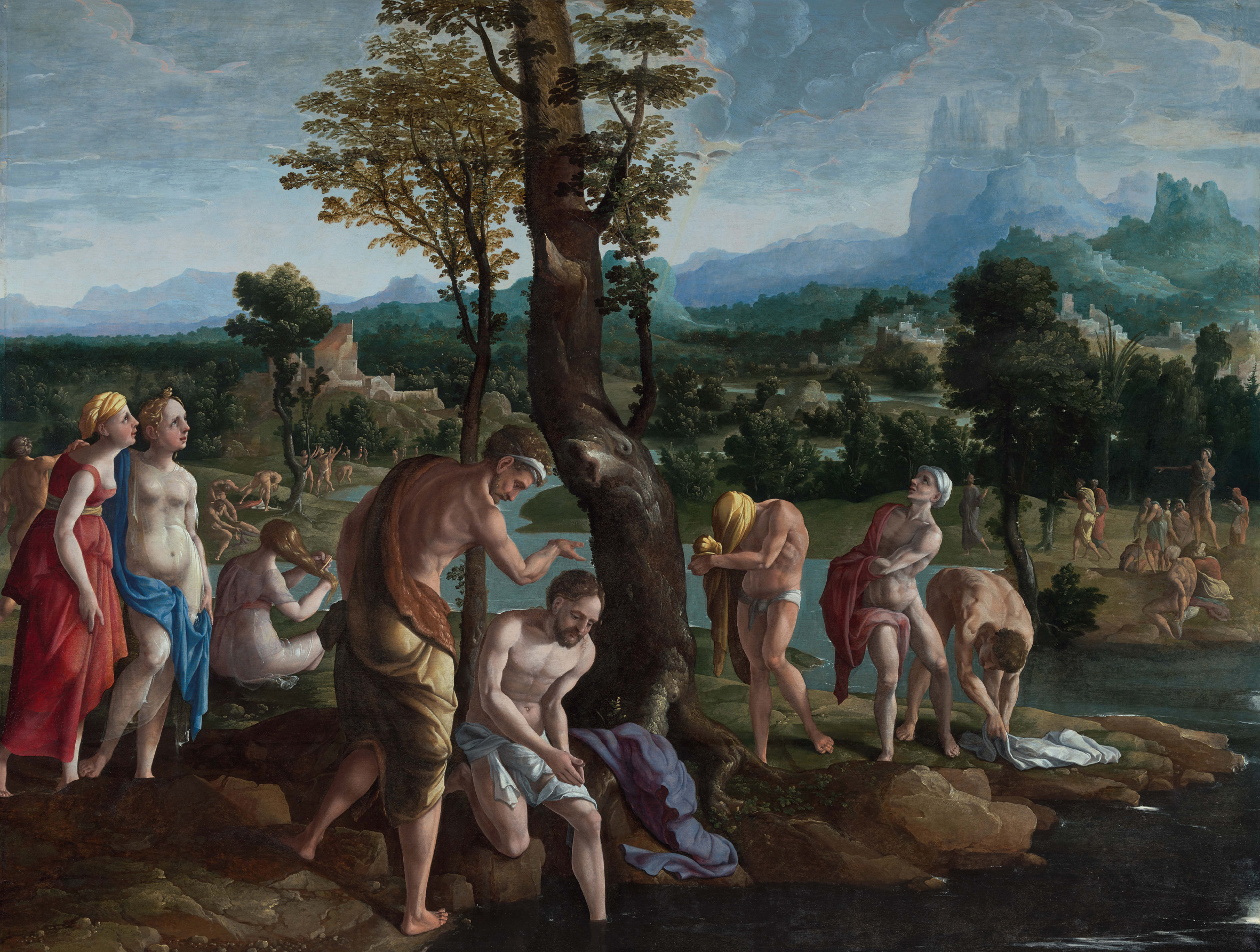
Chrzest Chrystusa (ok. 1530), Muzeum Fransa Halsa, Haarlem

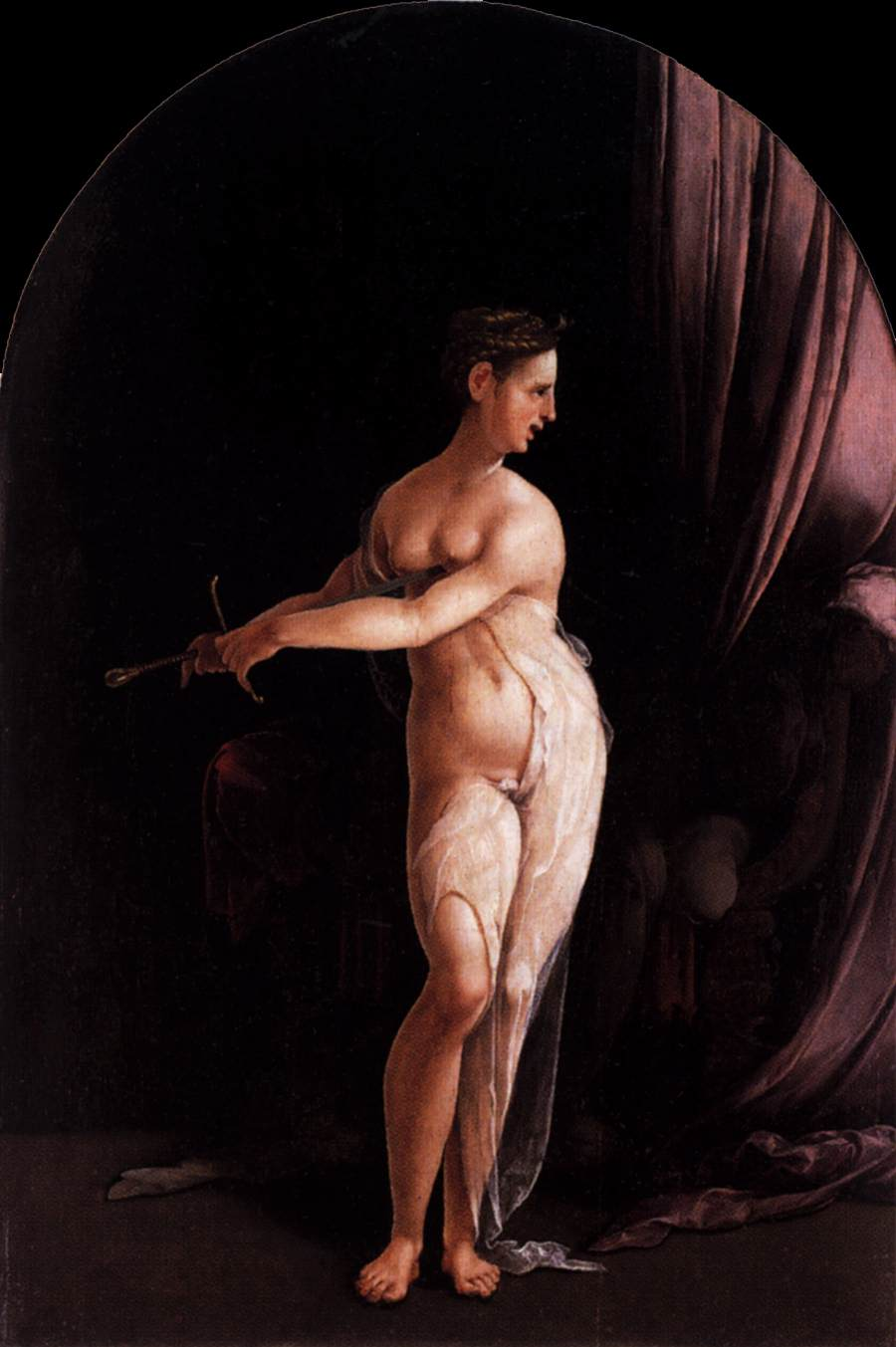
Lukrecja (1535), Gemäldegalerie, Berlin

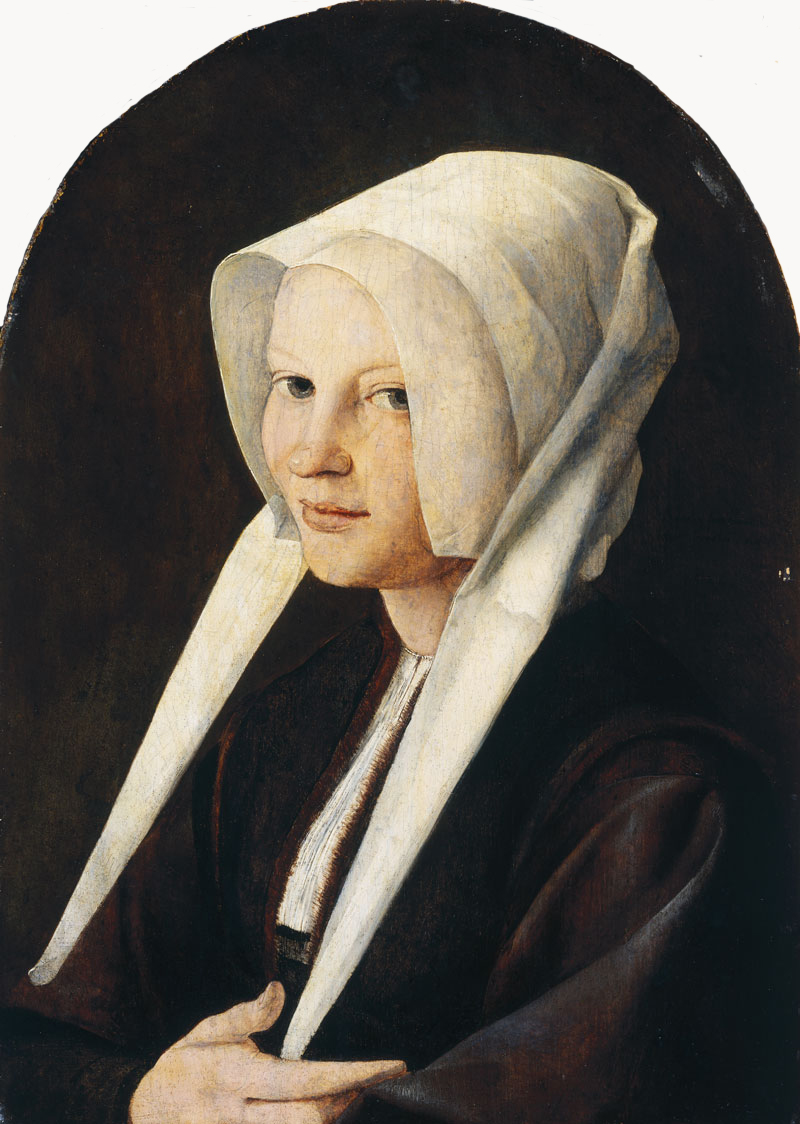
Portret żony artysty (1529), Galleria Doria Pamphilj, Rzym

Jan van Scorel (ur. 1 sierpnia 1495 w Schoorl k. Alkmaaru, zm. 6 grudnia 1562 w Utrechcie) – niderlandzki malarz, rysownik i grafik okresu późnego renesansu.

## Życiorys
Jego nauczycielami byli kolejno: Cornelis Cornelisz. Buys w Alkmarze, od 1512 Jacob Cornelisz. van Oostsanen w Amsterdamie i w 1517 Jan Gossaert w Utrechcie.
W 1524 wyruszył w długą podróż po Europie, zatrzymując się w Spirze, Strasburgu, Bazylei i Norymberdze (gdzie spotkał się z Albrechtem Dürerem). Z Wenecji pielgrzymował poprzez Cypr, Rodos i Kretę do Jerozolimy. W 1522 pochodzący z Utrechtu papież Hadrian VI mianował go następcą Rafaela na stanowisku konserwatora papieskiej kolekcji sztuki antycznej. Prowadził też pracownię w Watykanie, wykonując m.in. portrety papieża.
W 1524 osiadł w Utrechcie, gdzie został wikariuszem w kościele św. Jana, a w 1528 – kanonikiem przy kościele Mariackim. W latach 1527–1530 działał w Haarlemie, organizując warsztat artystyczny, w którym powstał m.in. Ołtarz Ukrzyżowania. W 1530 ponownie powrócił do Utrechtu, gdzie również prowadził pracownię, wykonując wraz z uczniami m.in. liczne kopie własnych dzieł. Z żoną Agatą van Schoonhoven miał sześcioro dzieci.
Był człowiekiem gruntownie wykształconym, poliglotą i utalentowanym muzykiem. Pochowany został kościele Najświętszej Marii Panny w Utrechcie.
Jego uczniami byli m.in. portrecista Anthonis Mor i manierysta Maerten van Heemskerck.

## Twórczość
Tworzył przede wszystkim obrazy o tematyce religijnej, zwłaszcza ołtarzowe, oraz portrety. Projektował też witraże i oprawy uroczystości państwowych. Jego pierwszym znaczącym dziełem był Tryptyk Rodziny Marii (Ołtarz Frangipani) namalowany dla kościoła parafialnego w Obervellach w Karyntii. Wczesna twórczość artysty utrzymana jest w konwencji niderlandzkiej, jednak większość dzieł pozostawała pod silnym wpływem mistrzów włoskich, przede wszystkim Michała Anioła, Rafaela, Giorgionego i Agnola Bronzina. Był jednym z pierwszych przedstawicieli italianizmu wśród malarzy niderlandzkich XVI w., którzy odwoływali się do wzorów dojrzałego renesansu włoskiego. Teoretyk i historiograf sztuki Karel van Mander w swojej Księdze malarzy (1604) nazwał go „pionierem, który oświecił malarzy Północy”. Jego ołtarze formą i sposobem ujęcia postaci nawiązywały do renesansowych wzorów włoskich, jednak dekoracyjnością i ekspresją przedstawień reprezentowały manieryzm niderlandzki. Był twórcą niderlandzkiego portretu zbiorowego, malując kilka serii portretów członków Bractwa Pielgrzymów Jerozolimskich. Zajmował się także architekturą i inżynierią. W 1549 sporządził plan portu Harderwijku. Uczestniczył w pracach przy budowie grobli Zijpe k. Alkmaru.
Wiele dzieł Jana van Scorela zostało zniszczonych w 1566 przez zwolenników ikonoklazmu. Największa kolekcja jego obrazów znajduje się obecnie w Centraal Museum w Utrechcie.

### Dzieła
- Tryptyk Rodziny Marii – 1519-20, Kościół św. Marcina, Obervellach (Karyntia)
- Portret humanisty – 1520, olej na płótnie, 67 × 52 cm, Prado, Madryt
- Portret wenecjanina – 1520, olej na desce, 45 × 33,5 cm, Landesmuseum für Kunst und Kulturgeschichte, Oldenburg
- Cesarz August i Sybilla z Tibur – 1520-30, olej na desce, 77 × 48,2 cm, Muzeum Narodowe w Warszawie
- Krajobraz z Tobiaszem i aniołem – 1521, 81,5 × 123,4 cm, Museum Kunstpalast, Düsseldorf
- Portret trzydziestodwuletniego mężczyzny – 1521, olej na desce, 51 × 43 cm, Luwr, Paryż
- Stygmatyzacja św. Franciszka – 1521, olej na desce, 69 × 54 cm, Galleria Palatina, Florencja
- Papież Hadrian VI – ok. 1523, Centraal Museum, Utrecht
- Ofiarowanie w świątyni – 1524-26, olej na desce, 114 × 85 cm, Kunsthistorisches Museum, Wiedeń
- Madonna z Dzieciątkiem – ok. 1525-30, olej na desce, 65 × 44 cm, Kartinnaja Galerija, Tambow (Rosja) (część dyptyku)
- Portret mężczyzny – ok. 1525-30, olej na desce, 65 × 44 cm, Gemäldegalerie, Berlin (część dyptyku)
- Wjazd Chrystusa do Jerozolimy – ok. 1526, olej na desce, 79 × 147 cm, Centraal Museum, Utrecht (część środkowa tryptyku)
- Dwunastu członków Bractwa Pielgrzymów Jerozolimskich – 1528-30, olej na desce, 114 × 275,7 cm, Muzeum Fransa Halsa, Haarlem
- Maria Magdalena – 1529, olej na desce, 67 × 77 cm, Rijksmuseum, Amsterdam
- Portret Agaty van Schoonhoven, żony artysty – 1529, olej na desce, 37,5 × 26 cm, Galleria Doria Pamphilj, Rzym
- Chrzest Chrystusa – ok. 1530, olej na desce, 121 × 157 cm, Muzeum Fransa Halsa, Haarlem
- Potop – ok. 1530, olej na desce, 109 × 178 cm, Prado, Madryt
- Rut i Noemi – 1530-40, olej na desce, 58 × 70 cm, Kunsthistorisches Museum, Wiedeń
- Portret ucznia – 1531, olej na desce, 46,5 × 35 cm, Museum Boijmans Van Beuningen, Rotterdam
- Lukrecja – 1535, olej na desce, 65 × 34 cm, Gemäldegalerie, Berlin
- Głowa dziewczynki – 1530-35, olej na desce, 28,7 × 23,5 cm, Kunsthistorisches Museum, Wiedeń
- Joris van Egmond, biskup Utrechtu – 1535-40, olej na desce, 57,2 × 80,8 cm, Rijksmuseum, Amsterdam
- Opłakiwanie Chrystusa z donatorem – ok. 1535, olej na desce, 167,5 × 136,5 cm, Centraal Museum, Utrecht
- Tryptyk z Ukrzyżowaniem – ok. 1535, Muzeum Catharijneconvent, Utrecht
- Dawid i Goliat – ok. 1537-38, olej na desce, 108 × 155 cm, Galeria Obrazów Starych Mistrzów w Dreźnie
- Adam i Ewa w raju – ok. 1540, olej na desce, 48 × 32 cm, Johnny van Haeften Gallery, Londyn
- Bitwa Konstantyna – 1540, 232 × 125 cm, Grote Kerk, Breda (lewe skrzydło ołtarza)
- Chrzest Chrystusa – ok. 1540, olej na desce, 80 × 80 cm, Gemäldegalerie, Berlin
- Ukamienowanie św. Szczepana – ok. 1540, 219 × 151 cm, Musée de la Chartreuse, Douai (część środkowa tryptyku)
- Pięciu członków Bractwa Pielgrzymów Jerozolimskich – ok. 1541, olej na desce, 78,5 × 164 cm, Centraal Museum, Utrecht
- Św. Sebastian – 1542, olej na desce, 155 × 115 cm, Museum Boijmans Van Beuningen, Rotterdam
- Tryptyk Noli me tangere, z donatorami  – ok. 1550, Museums and Art Gallery, Birmingham
- Nawiedzenie – olej na desce, 50 × 50 cm, Lwowska Galeria Sztuki, Lwów

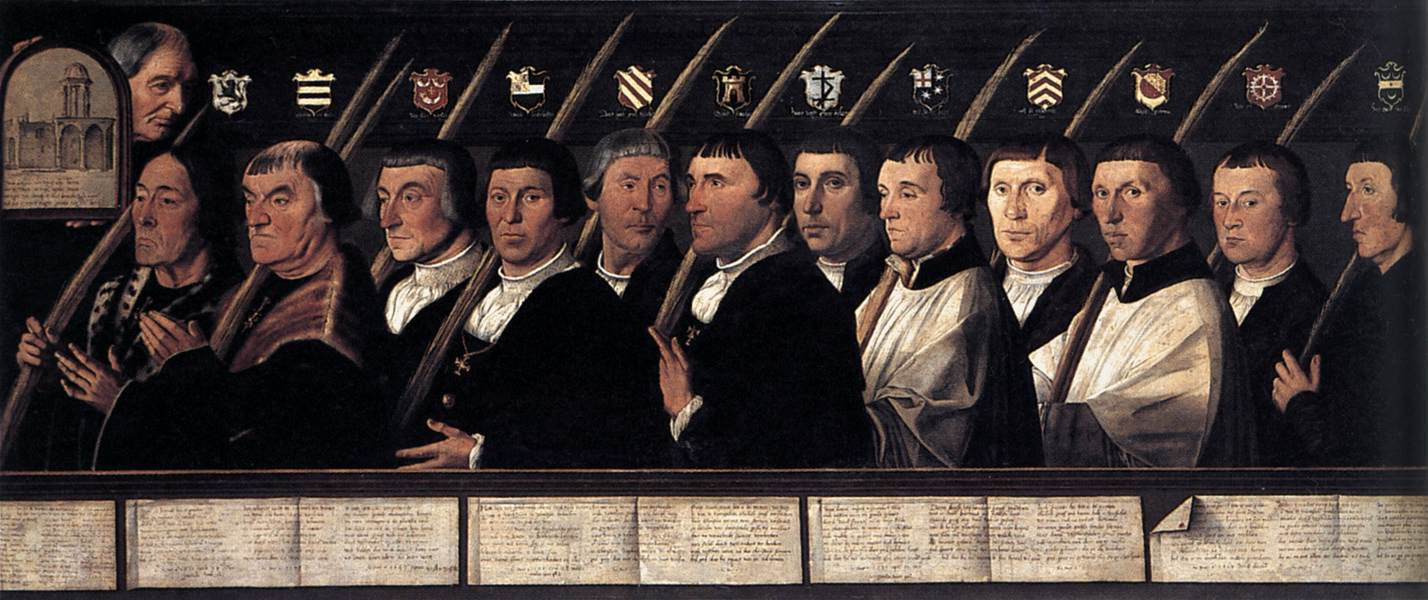
Dwunastu członków Bractwa Pielgrzymów Jerozolimskich,
Muzeum Fransa Halsa, Haarlem. Autoportret artysty – trzeci od prawej